# Động đất Cao Hùng 2016
Động đất Cao Hùng 2016 (tiếng Trung: 2016年高雄美濃地震) là trận động đất xảy ra vào lúc 03:57:27 TST, ngày 6 tháng 2 năm 2016. Trận động đất có cường độ 6,4 Mw, tâm chấn độ sâu khoảng 23 km. Hậu quả trận động đất đã làm 116 người chết, 550 người bị thương.